# アルジャンティーヌ駅
座標: 北緯48度52分31.22秒 東経2度17分24.41秒 / 北緯48.8753389度 東経2.2901139度
アルジャンティーヌ駅（アルジャンティーヌえき、仏: Argentine、フランス語発音: [aʁʒɑ̃tin]）とは、フランス・パリ16区と17区に跨って存在するパリメトロ1号線の駅である。かつてはヴェルタ・ド・オブリガードの戦いから名を取って、オブリガード駅と称していた。

## 駅構造
1号線の他の多くの駅同様、この駅もまたヴァンセンヌからパリを経てラ・デファンスに至る道路の下に東西方向に存在する駅である。また、16区と17区に跨って存在している。
| 相対式ホーム                   |
| ラ・デファンス方面             |
| シャトー・ド・ヴァンセンヌ方面 |
| 相対式ホーム                   |

## 駅周辺
- マルモテル エトワール(ホテル)

## 歴史
- 1900年7月19日 - 1号線が開業。開業区間には当駅も含まれていたが、この時点では未開業。
- 1900年9月1日 - オブリガード駅として開業。
- 1948年5月25日 - 現駅名に改称。
- 2008年9月19日 - ホームドア設置の為、閉鎖。[1]
- 2008年9月21日 - 営業再開。

## 隣の駅
パリメトロ
■1号線
ポルト・マイヨ駅 - アルジャンティーヌ駅 - シャルル・ド・ゴール＝エトワール駅